# Templemars
Templemars ist eine französische Kleinstadt mit 3630 Einwohnern (Stand: 1. Januar 2022) im Département Nord in der Region Hauts-de-France. Sie gehört zum Arrondissement Lille und zum Kanton Faches-Thumesnil. Die Einwohner werden Templemarois genannt.

## Geografie
Die Kleinstadt Templemars liegt im Ballungsraum um Lille, sechs Kilometer südlich der Innenstadt von Lille. Umgeben wird Templemars von den Nachbargemeinden Wattignies im Nordwesten und Norden, Faches-Thumesnil im Nordosten, Vendeville im Osten, Avelin im Südosten sowie Seclin im Süden und Westen. Der Bahnhof von Wattignies-Templemars liegt an der Bahnstrecke Paris–Lille. Am Ostrand von Templemars verläuft die Autoroute A1.

## Geschichte
Der Name deutet auf einen Marstempel aus der gallorömischen Zeit hin. Archäologen vermuten, dass eine keltische Siedlung von Cäsars Truppen 52 v. Chr. zerstört wurde und als Zeichen des Sieges ein Tempel zu Ehren des Kriegsgottes errichtet wurde.

### Bevölkerungsentwicklung
| Jahr                       | 1962 | 1968 | 1975 | 1982 | 1990 | 1999 | 2010 | 2021 |
| Einwohner                  | 2335 | 2619 | 2693 | 3052 | 3359 | 3435 | 3158 | 3635 |
| Quellen: Cassini und INSEE |      |      |      |      |      |      |      |      |

## Sehenswürdigkeiten
- Kirche Saint-Martin (siehe auch: Liste der Monuments historiques in Templemars)
- Kapelle Notre-Dame-des-Champs
- Alte Herberge aus dem 17. Jahrhundert
- Britischer Militärfriedhof aus dem Ersten Weltkrieg

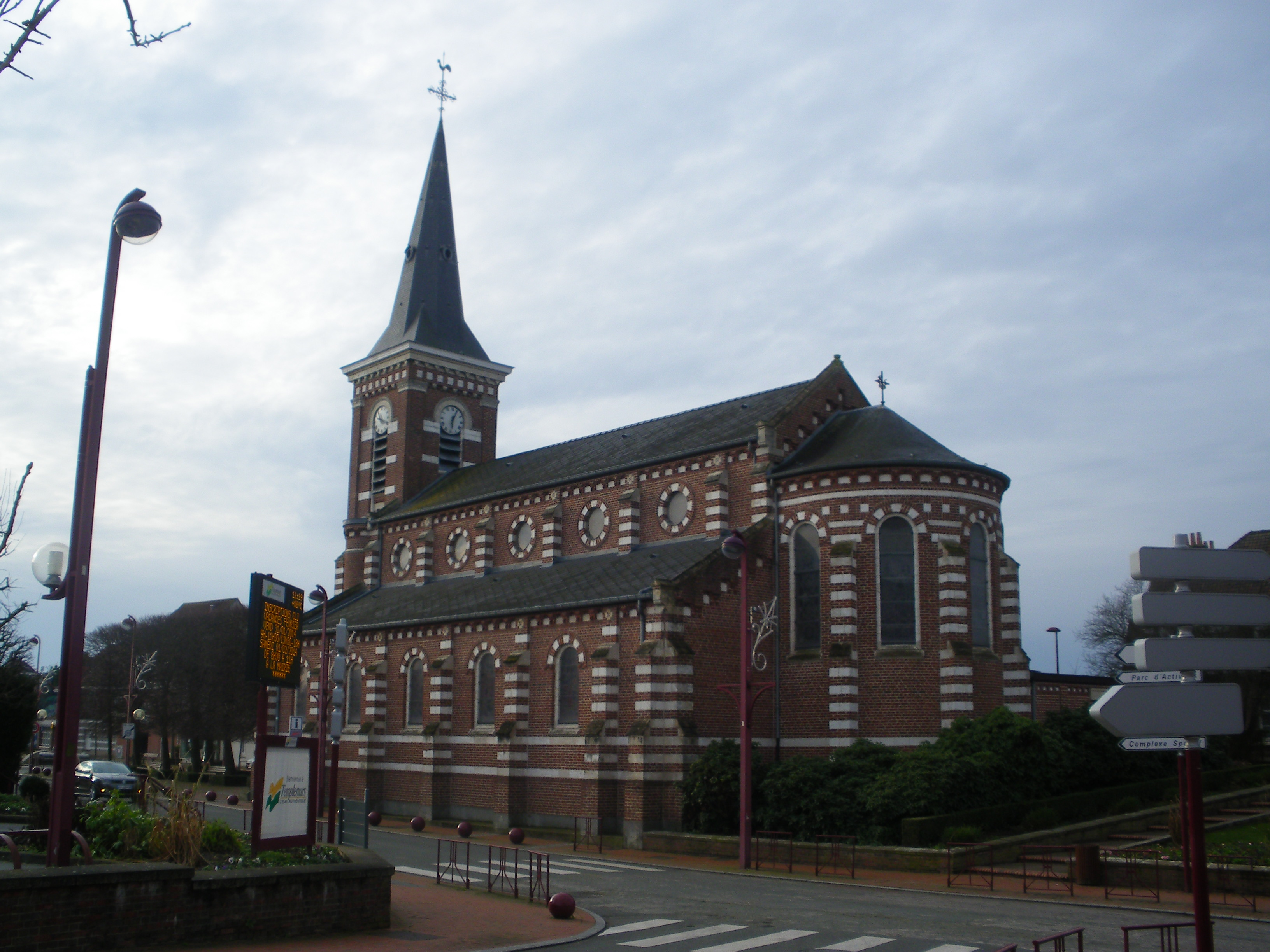
Kirche Saint-Martin
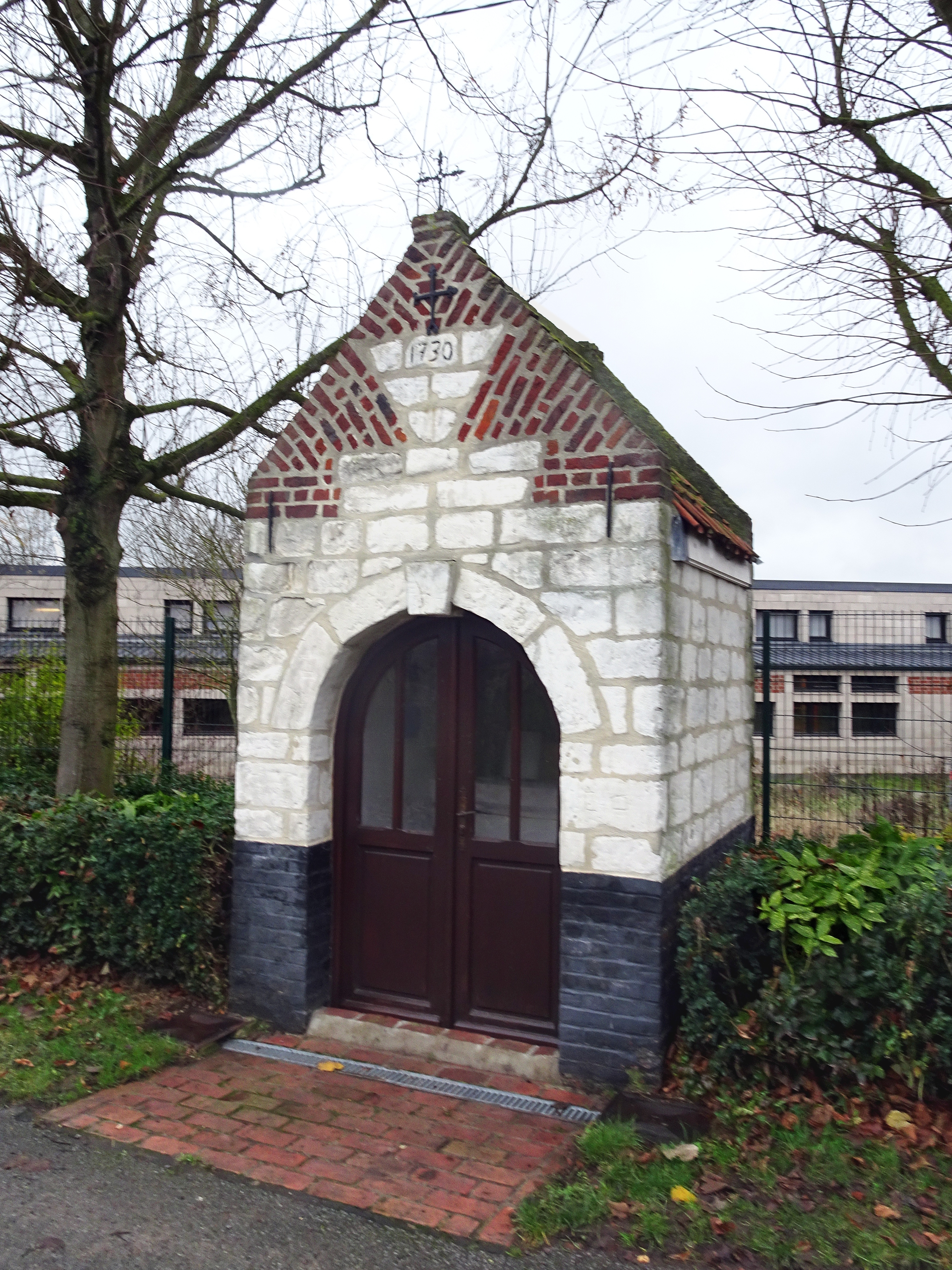
Kapelle Notre-Dame-des-Champs
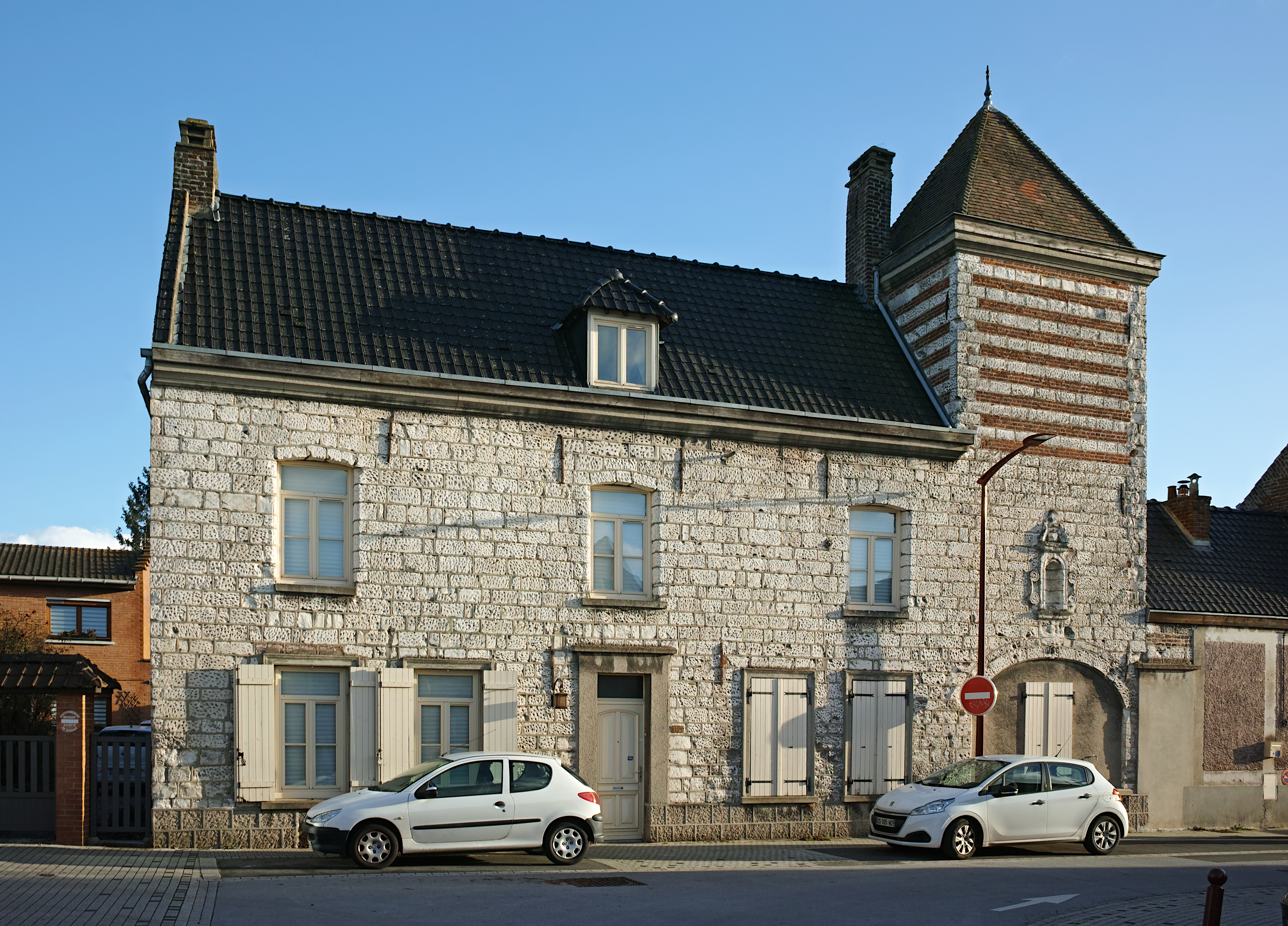
Ehemaliges Benedictinerkonvent
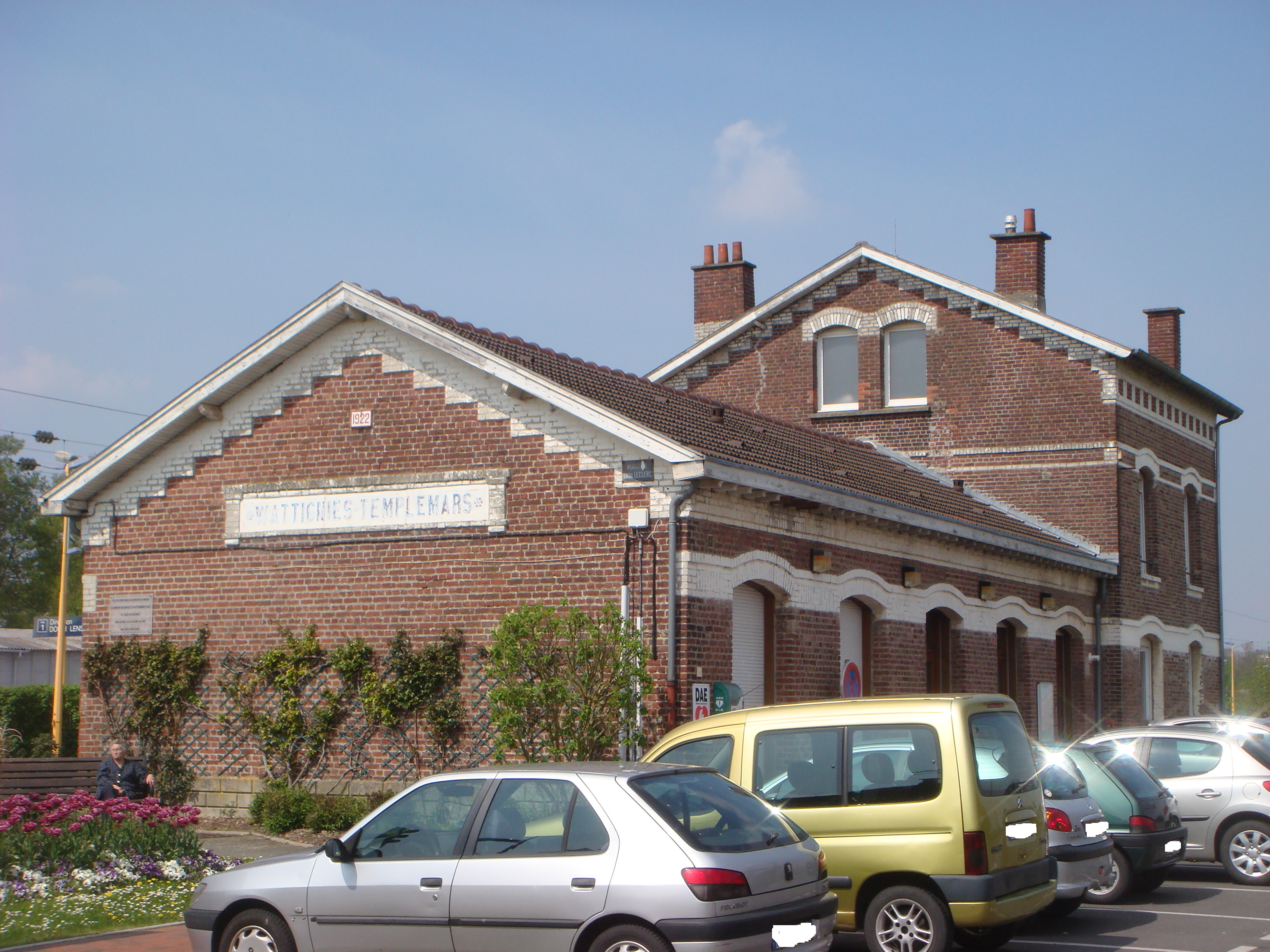
Bahnhof Wattignies-Templemars

## Wirtschaft
In Templemars befindet sich Sitz des Baustoffhändlers bzw. der Baumarktkette Castorama.